# Las Cogotas

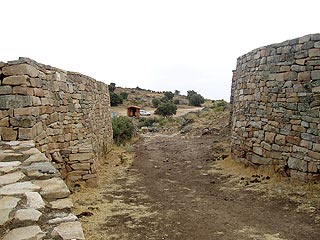
Castro de las Cogotas. Rekonstrukce hlavní brány

Las Cogotas je název archeologického naleziště nacházejícího se na území obce Cardeñosa (Španělsko). Lokalita, kterou zkoumal archeolog Juan Cabré již ve 20. letech minulého století představuje hlavní zdroj pramenů o Vetonech, populaci s laténskou kulturou, rozšířené na rozsáhlém území současných provincií Ávila a Salamanca a části území provincií Toledo, Zamora, Cáceres a Trás-os-Montes v Portugalsku v období doby železné.
Jejím nejvýraznějším charakteristickým rysem je existence verracos de piedra – na pastvinách se nacházejících plastik kanců a býků z granitu, o jejichž významu a funkci je dosud málo poznatků.
Výzkum na Las Cogotas dovoluje poznat lépe způsob života na Pyrenejském poloostrově v období před římskou invazí. Na místě byly odkryty dvě fáze osídlení – první z doby bronzové, druhá z doby železné.
Stejně jako na jiných podobných nalezištích i na Las Cogotas byly zjištěny různé typy areálů, některé z nich pro dobytek a jeden, velmi důležitý pro poznání kultury Vetonů, s pohřebištěm.
Pro populaci Vetonů, kteří sídlili na tomto místě, byl dobytek byl velmi důležitý, proto se běžně na jejich sídlištích nebo blízko nich vyskytují zoomorfní plastiky býků a kanců. Tak je tomu i na Las Cogotas, kde se nacházejí různé plastiky tohoto typu, další pak nedaleko v obci Mingorría.